# From Wishes to Eternity
From Wishes To Eternity  es el primer álbum en vivo realizado por el grupo finlandés Nightwish, fue grabado en vivo en un concierto en Tampere, Finlandia el 29 de diciembre de 2000. El CD fue lanzado como edición limitada vendiendo 10 000 copias, disponible solamente en Finlandia. También disponible en versión VHS y DVD. A finales de 2005 Spinefarm Records lo lanza en Europa.

## Lista de canciones
1. "The Kinslayer"
2. "She Is My Sin"
3. "Deep Silent Complete"
4. "The Pharaoh Sails to Orion"
5. "Come Cover Me"
6. "Wanderlust"
7. "Instrumental (Crimson Tide/Deep Blue Sea)"
8. "Swanheart"
9. "Elvenpath"
10. "Fantasmic Part 3"
11. "Dead Boy's Poem"
12. "Sacrament of Wilderness"
13. "Walking in the Air"
14. "Beauty and the Beast"
15. "Wishmaster"